# روبرتو فيو
روبرتو فيو (بالإسبانية: Roberto Viau)‏ مواليد 1931 ، كان لاعب كرة سلة أرجنتيني. مثل منتخب الأرجنتين في الألعاب الأولمبية الصيفية 1952 حيث حقق المركز الرابع، كما حقق بطولة كأس العالم لكرة السلة 1950.

## الميداليات
| الميدالية | المسابقة                         |
| --------- | -------------------------------- |
| ذهبية     | بطولة كأس العالم لكرة السلة 1950 |

## روابط خارجية
- روبرتو فيو على موقع الاتحاد الدولي لكرة السلة (الإنجليزية)
- روبرتو فيو على موقع الاتحاد الدولي لكرة السلة (الإنجليزية)
- روبرتو فيو على موقع سبورتس رفرنس (الإنجليزية)
- روبرتو فيو على موقع أوليمبيديا (الإنجليزية)